# Lindsay (contea di Cooke)
Lindsay è una città della contea di Cooke nel Texas, negli Stati Uniti. La popolazione era di 1 018 abitanti al censimento del 2010. Fondata da immigrati tedeschi, si trova lungo la U.S. Route 82.

## Geografia fisica
Secondo l'Ufficio del censimento degli Stati Uniti, ha una superficie totale di 1,58 mi² (4,09 km²).

## Storia
Nel 1887 la Missouri-Kansas-Texas Railroad costruì una linea da Gainesville ad Henrietta, che attraversava l'attuale territorio di Lindsay. La fondazione della città, così come per quella della vicina Muenster, lo si deve all'arrivo della linea ferroviaria. Nel 1891, Anton ed August Flusche acquistarono 9 300 acri (38 km²) di terreni lungo la ferrovia, con l'idea di fondare una nuova città, che prese il nome da un giudice locale. Negli anni seguenti si trasferirono coloni tedeschi di religione cattolica.
La data ufficiale della fondazione di Lindsay è il 25 marzo 1892, quando si tenne la prima messa; tuttavia, Lindsay non fu incorporata fino al 1959.
Ai giorni d'oggi la città ha ancora mantenuto le sue tradizioni tedesche, ogni anno si svolge l'Oktoberfest. Così come nel resto della regione, le principali industrie sono agricole, lattiero-casearia e la produzione del petrolio.

## Società

### Evoluzione demografica
Secondo il censimento del 2010, la popolazione era di 1 018 abitanti.